# 長尾秀則
長尾 秀則（ながお ひでのり、1960年2月 - ）は、日本の歴史学者。佛教大学文学部日本文学科教授。専門は書道史。日本書写技能検定協会京都府審査委員および毎日新聞社紙上展審査委員。

## 略歴
- 1982年　國學院大學文学部卒業
- 1984年　國學院大學大学院文学研究科修士課程修了
- 1990年　國學院大學大学院文学研究科博士課程単位取得退学
- 1997年　佛教大学文学部日本語日本文学科専任講師
- 2000年　佛教大学文学部日本語日本文学科助教授
- 2004年　佛教大学文学部人文学科助教授
- 2007年　佛教大学文学部人文学科准教授
- 2009年　佛教大学文学部人文学科教授
- 2010年　佛教大学文学部日本文学科教授

## 著書
- （加藤達成、西野象山）『書道文化』（佛教大学通信教育部、1998年）